# Seticornuta cryptica
Seticornuta cryptica är en stekelart som beskrevs av Ian D. Gauld och Sithole 2002. Seticornuta cryptica ingår i släktet Seticornuta och familjen brokparasitsteklar. Inga underarter finns listade i Catalogue of Life.